# 哈氏羽油鯰
哈氏羽油鯰，學名Imparfinis hasemani，於1915年由Steindachner所命名者，為輻鰭魚綱鯰形目鼬鯰科（科名Heptapteridae）的其中一種，為亞熱帶淡水魚，分布於南美洲巴西布蘭科河及塔帕若斯河流域，體長可達8.1公分，棲息在底層水域，生活習性不明。

## 扩展阅读
維基物種上的相關：長尾羽油鯰
1. ↑  . 台灣魚類資料庫.